# Maria de Rabutin-Chantal, marquesa de Sévigné
Maria de Rabutin-Chantal, marquesa de Sévigné (em francês: Marie de Rabutin-Chantal, marquise de Sévigné (Paris, 5 de fevereiro de 1626 — Grignan, 17 de abril de 1696) foi uma nobre marquesa e escritora francesa cujas cartas, muitas delas escritas para a sua filha a partir do Castelo dos Rochers-Sévigné, são modelo do gênero epistolar.

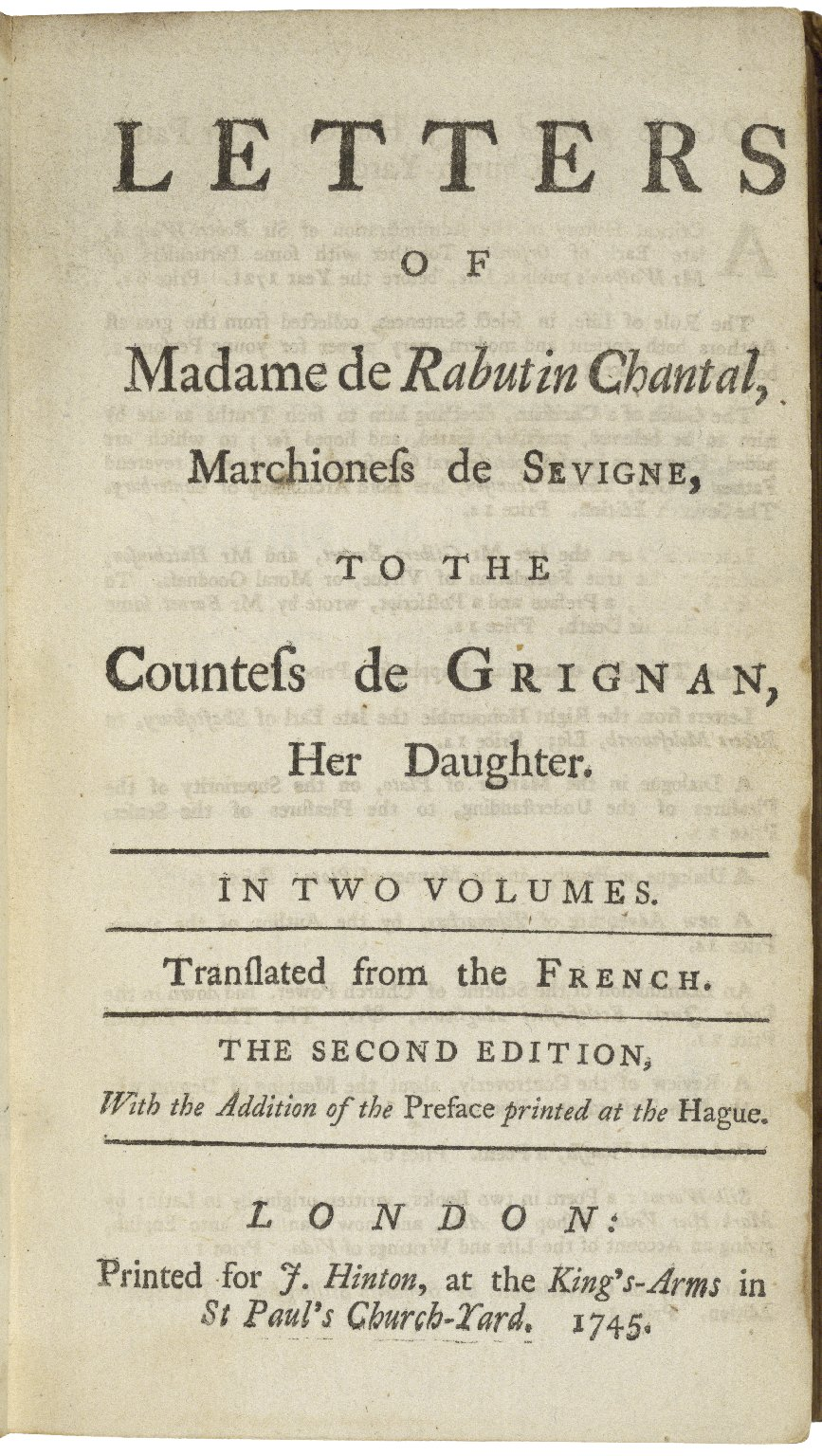
A página de rosto de uma edição em inglês de 1745 das cartas de Madame de Sévigné.

## Trabalhos
Madame de Sévigné se correspondeu com a filha por quase trinta anos. Uma edição clandestina, contendo vinte e oito cartas ou partes de cartas, foi publicada em 1725, seguida por outras duas no ano seguinte. Pauline de Simiane, neta de Madame de Sévigné, decidiu publicar oficialmente a correspondência da avó. Trabalhando com o editor Denis-Marius Perrin de Aix-en-Provence, ela publicou 614 cartas em 1734-1737, depois 772 cartas em 1754. As cartas foram selecionadas de acordo com as instruções de Madame de Simiane: ela rejeitou aquelas que tratavam intimamente com a família assuntos, ou aqueles que pareciam mal escritos. As cartas restantes eram frequentemente reescritas de acordo com o estilo da época. Isso levanta uma questão sobre a autenticidade das cartas.
Das 1 120 cartas conhecidas, apenas 15 por cento são assinadas, as outras foram destruídas logo após serem lidas. No entanto, em 1873, algumas das primeiras cópias manuscritas das cartas, baseadas diretamente nos originais de Madame de Sévigné, foram encontradas em um antiquário. Essas correspondiam a cerca de metade das cartas a Madame de Grignan.
As cartas de Madame de Sévigné desempenham um papel importante no romance Em Busca do Tempo Perdido de Marcel Proust, onde figuram como a leitura favorita da avó do narrador e, após sua morte, de sua mãe.